# MTV Unplugged: Unter Dampf – Ohne Strom
MTV Unplugged: Unter Dampf – Ohne Strom ist das achte Livealbum und das siebte Videoalbum der deutschen Pop-Rock-Band Unheilig.

## Entstehung und Artwork
Mit Ausnahme eines Stückes wurden alle Lieder des Albums vom Grafen verfasst. Viele Lieder entstanden in Zusammenarbeit mit dem Keyboarder Hennig Verlage, einige zusammen mit Markus Tombült und vereinzelte Werke entstanden mit weiteren externen Komponisten. Arrangiert und produziert wurde das Album von Michael Endersby, Philip Niessen und Lillo Scrimali. Die Abmischung erfolgte durch Olsen Involtini. Gemastert wurde das Album von Truebusyness Berlin, unter der Leitung von Sascha Bühren. Das Album wurde unter dem Musiklabel Vertigo Berlin veröffentlicht und durch Universal Music Publishing vertrieben. Die Konzertaufnahmen erfolgten vom 3. bis 5. Oktober 2015 im Studio Hamburg Atelier 9/10 in Hamburg. Hierbei handelte es sich um ein offizielles Akustikkonzert der MTV-Unplugged-Reihe.
Die Filmaufnahmen für das Videoalbum erfolgten durch Markus Gerwinat, der auch zuvor bei diversen Unheilig-Musikvideos Regie führte. Produziert wurde das Videoalbum durch Mark Entzelmann.
Auf dem Cover des regulären Albums ist – neben Künstlernamen und Albumtitel – eine Comicdarstellung eines Maschinentelegraf zu sehen. Auf dem Cover des limitierten Boxsets ist – neben Künstlernamen und Albumtitel – eine Comicdarstellung einer alten fahrenden Dampflokomotive zu sehen. Abbildungen gleicher Art fanden sich schon auf dem vorangegangenen Studioalbum Gipfelstürmer sowie auf dem dazugehörigen Livealbum Gipfelstürmer Live und den Singleveröffentlichungen Zeit zu gehen, Mein Berg, Glück auf das Leben und Das Leben ist meine Religion wieder. Die Dampflok steht als Symbol für die letzte Reise Unheiligs, bevor sich die Band zur Ruhe setzt. Die Fotografien des Begleitheftes stammen von Stefan Malzkorn. Das Artwork und die Illustrationen des Covers und des Begleitheftes stammen vom Büro Dirk Rudolph. Die Coverbilder wurden erstmals am 16. Oktober bzw. 10. November 2015 präsentiert.

## Veröffentlichung und Promotion
Die Erstveröffentlichung von MTV Unplugged: Unter Dampf – Ohne Strom erfolgte am 11. Dezember 2015 in Deutschland, Österreich und der Schweiz. Das Album ist als CD und Download sowie als Videoalbum in den Formaten Blu-Ray und DVD erhältlich. Das reguläre Album besteht aus 13 Titeln und beinhaltet Liveversionen von Liedern von fast allen Studioalben Unheiligs (Bis auf Das 2. Gebot). Die „Deluxe Edition“ besteht, wie auch die Blu-Ray und DVD, aus zwei CDs mit insgesamt 22 Titeln. Darüber hinaus wurde ein limitiertes Boxset veröffentlicht, dass zwei CDs, zwei DVDs und eine Blu-Ray beinhaltet. Ebenfalls wurde ein limitiertes Set, bestehend aus drei 12"-Vinylplatten mit allen 22 Titeln, veröffentlicht.
Um das Album zu bewerben, folgten in der Veröffentlichungswoche von MTV Unplugged: Unter Dampf – Ohne Strom diverse Ausstrahlungen einer Kurzfassung des Unplugged-Konzertes auf MTV HD, Sat.1 und VIVA Deutschland. Einen Tag vor der Veröffentlichung feierte das MTV Unplugged von Unheilig in einigen ausgewählten Kinos in Deutschland seine Vorabpremiere. Vor der Veröffentlichung des Albums wurden bereits die Singles Eisenmann (13. November 2015) und Mein Stern ausgekoppelt.

## Inhalt
Alle Liedtexte sind komplett in deutscher Sprache verfasst, nur das Stück Sage Ja! beinhaltet eine englischsprachige Zeile. Musikalisch bewegen sich die Lieder im Bereich des Pop-Rocks. Das Album besteht aus 20 bereits veröffentlichten und zwei bis dato unveröffentlichten Stücken und beinhaltet eine Art „Best of“ von Unheilig. Bei einem der neuen Lieder handelt es sich um Einer von Millionen, dieses Lied entstand während der Arbeiten zu Gipfelstürmer, schaffte es aber damals nicht aufs Album. Das Stück würde hier erstmals auf einem Unheilig-Tonträger veröffentlicht, als Studioversion schaffe es das Lied auf das nachfolgende Studioalbum Von Mensch zu Mensch. Beim zweiten neu eingespielten Lied handelt es sich um eine Coverversion des Hildegard-Knef-Liedes Für mich soll’s rote Rosen regnen.
Während des Konzertes wurden Unheilig von einem großen Orchester begleitet, das von Adrian Werum dirigiert wurde. Bei fünf Liedern wurde der Graf, neben dem Chor der immer im Hintergrund zu hören ist, von den Gastsängern Alea der Bescheidene, Helene Fischer, Thomas Lindner und Cassandra Steen unterstützt.
Die Videoalben beinhalten neben dem Konzert einen zusätzlichen Mitschnitt von der Generalprobe sowie ein „Hinter-den-Kulissen“-Spezial.
Titelliste
| #  | Titel                                                 | Autor(en)                                               | Ursprüngliche Veröffentlichung          | Länge |
| -- | ----------------------------------------------------- | ------------------------------------------------------- | --------------------------------------- | ----- |
| 1  | Unter deiner Flagge                                   | Der Graf, Henning Verlage                               | Große Freiheit                          | 4:01  |
| 2  | Mein Berg                                             | Der Graf, Markus Tombült, Henning Verlage               | Gipfelstürmer                           | 4:26  |
| 3  | Freiheit                                              | Der Graf                                                | Zelluloid                               | 5:09  |
| 4  | Sage Ja!                                              | Der Graf                                                | Phosphor                                | 4:56  |
| 5  | Astronaut                                             | Der Graf                                                | Moderne Zeiten                          | 5:17  |
| 6  | Einer von Millionen                                   | Der Graf, Markus Tombült, Henning Verlage               | MTV Unplugged: Unter Dampf – Ohne Strom | 3:07  |
| 7  | Herz aus Eis                                          | Der Graf                                                | Zelluloid                               | 5:54  |
| 8  | An deiner Seite                                       | Der Graf                                                | Puppenspiel                             | 5:32  |
| 9  | Eisenmann (mit Alea der Bescheidene & Thomas Lindner) | Der Graf, Oliver Pinelli                                | Lichter der Stadt                       | 5:50  |
| 10 | Glück auf das Leben                                   | Der Graf, Kiko Maßbaum, Markus Tombült, Henning Verlage | Gipfelstürmer                           | 4:19  |
| 11 | Mein Stern                                            | Der Graf, Oliver Reimann                                | Moderne Zeiten                          | 6:13  |
|    | CD 2                                                  |                                                         |                                         |       |
| 12 | Zeitreise (mit Helene Fischer)                        | Der Graf                                                | Lichter der Stadt                       | 5:10  |
| 13 | So wie du warst (mit Helene Fischer)                  | Der Graf, Henning Verlage                               | Lichter der Stadt                       | 4:40  |
| 14 | Lichter der Stadt                                     | Der Graf, Henning Verlage                               | Lichter der Stadt                       | 4:51  |
| 15 | Die Weisheiten des Lebens                             | Der Graf, Kiko Maßbaum, Markus Tombült, Henning Verlage | Gipfelstürmer                           | 4:09  |
| 16 | Wie in guten alten Zeiten                             | Der Graf, Markus Tombült, Henning Verlage               | Gipfelstürmer                           | 6:16  |
| 17 | Goldene Zeiten (mit Cassandra Steen)                  | Der Graf                                                | Moderne Zeiten                          | 5:35  |
| 18 | Geboren um zu leben (mit Cassandra Steen)             | Der Graf, Henning Verlage                               | Große Freiheit                          | 4:34  |
| 19 | Große Freiheit                                        | Der Graf, Henning Verlage                               | Große Freiheit                          | 4:08  |
| 20 | Der Vorhang fällt                                     | Der Graf                                                | Puppenspiel                             | 6:27  |
| 21 | Für mich soll’s rote Rosen regnen                     | Hans Hammerschmid, Hildegard Knef                       | MTV Unplugged: Unter Dampf – Ohne Strom | 3:17  |
| 22 | Zeit zu gehen                                         | Der Graf, Markus Tombült, Henning Verlage               | Gipfelstürmer                           | 6:13  |

Im Making-of dieses MTV Unpluggeds beschrieb der Graf die Auswahl der Setlist mit folgenden Worten:

„Wir haben uns im Vorfeld extreme Gedanken gemacht, welche Lieder wir spielen und es war auch ganz klar, wir wollten nicht so die Lieder nur spielen, die wir immer sonst spielen. Es gibt Lieder aus den ersten Jahren, die haben wir noch nicht oft gespielt, oder die haben wir auf den ersten Tourneen gespielt, das ist jetzt zehn Jahre her und da war uns schon wichtig, dass wir diese Lieder jetzt auch noch einmal so bisschen in Erinnerung holen und auch für dieses MTV Unplugged so bisschen auch noch einmal in ein anderes Licht heben.“

## Mitwirkende (Auswahl)
| Produktion - Sascha Bühren: Mastering - Michael Endersby: Arrangement, Musikproduzent - Mark Entzelmann: Filmproduzent - Der Graf: Liedtexter, Komponist - Hans Hammerschmid: Komponist - Lars Vegas Ide: Produktionsleiter - Olsen Involtini: Abmischung - Hildegard Knef: Liedtexter - Kiko Maßbaum: Komponist - Philip Niessen: Arrangement, Musikproduzent - Oliver Pinelli: Komponist - Oliver Reimann: Liedtexter - Lillo Scrimali: Arrangement, Musikproduzent - Markus Tombült: Liedtexter, Komponist - Henning Verlage: Liedtexter, Komponist Band und Chor - Alea der Bescheidene: Gesang - Helene Fischer: Gesang - Der Graf: Gesang - Alex Grube: Bass - Pit Hupperten: Chor - Jens Kouros: Gitarre - Jan Lehmann: Tasteninstrumente - Thomas Lindner: Gesang - Matthias Meusel: Schlagzeug - Linda Mikulec: Chor - Roland Peil: Perkussion - Cassandra Steen: Gesang - Annette Steinkamp: Chor - Daniel Stelter: Gitarre - Henning Verlage: Tasteninstrumente | Orchester - Julius Adorno: 1. Violine - Miryam Afkham: 1. Violine - Anna Babenko: 1. Violine - Bettina Bachofer: Viola - Susanne Bürger: Harfe - Nhassim Gazale: Kontrabass - Nayon Han: Violoncello - Seyon Han: 2. Violine - Michael Heupel: Flöte - Zen Hu: 1. Violine - Stefan Hunger: 1. Violine - Carmen Jimenez: 2. Violine - Alex Kahl: Violoncello - Andreas Kosinsky: Viola - Isabel Mellado: 2. Violine - Olaf Mielke: Viola - Ikki Opitz: 1. Violine - Elias Schödel: 2. Violine - Steve Trop: Posaune - Isabelle van de Wiele: Horn - Adrian Werum: Dirigent - Kristy Wilson: Englischhorn, Oboe Visualisierung - Büro Dirk Rudolph: Artwork (Cover) - Markus Gerwinat: Filmeditor, Regisseur - Stefan Malzkorn: Fotograf (Begleitheft) Unternehmen - Studio Hamburg Atelier 9/10: Aufnahmestudio - Truebusyness Berlin: Mastering - Universal Music Publishing: Vertrieb - Vertigo Berlin: Musiklabel |

## Rezeption

### Rezensionen
Das deutschsprachige Onlinemagazin laut.de vergab lediglich einen von fünf Sternen und hatte unter anderem folgende Worte für das Album übrig: „Zwischen blutleerem Lindemann-Gesäusel (Freiheit, Sage Ja!) und schmachtendem Pathos-Rotz (Astronaut, Herz aus Eis, An deiner Seite) pendelnd, haut der unheilige Frontmann einen Nagel nach dem anderen in seinen morschen Retrospektive-Sarg, und das so lange, bis sich auch das letzte Taschentuch mit Schnodder und Tränenflüssigkeit füllt. […] Als erste gesellen sich Alea von Saltatio Mortis und Schandmaul-Sänger Thomas Linder zum Protagonisten auf die Bühne. Beide stehen dem Eisenmann treu zur Seite und hauchen dem mit voluminösem Tamtam untermalten Lichter-der-Stadt-Song wenigstens ein bisschen Leben ein. […] Cassandra Steen hingegen mimt eher die Schwester des Sensenmannes. Gekommen, um die beiden hilflos in glibberigem Pathos-Gelee paddelnden Ergüsse Goldene Zeiten und Geboren um zu leben mit Hilfe jammernder Catterfeld-Phrasierungen endgültig in die dunkle Tiefe zu zerren. Es geht aber noch schlimmer. Helene Fischer machts möglich. Die fleischgewordene Blondinen-Lüge mit der Lizenz zum Omnipräsentsein macht erwartungsgemäß den Schlagerdeckel drauf. Wahlweise schunkelnd (Zeitreise) oder umgeben von triefender Melancholie (So wie du warst) lässt sich die Sängerin auf den Schultern des Grafen in Soundwelten tragen, in denen sich einst Romina und Albano Power, Cindy und Bert und Gitte und Rex Gildo in den Armen lagen.“
Eine ebenfalls ernüchternde Bewertung, mit 1/10 Punkten, gab es von Plattentests.de. Unter anderem kamen sie zu folgendem Fazit: „Unheilig klingen ohne Strom so dermaßen schmalztriefend, dass jedem Dorf-Goth mit EMP-Abo der Kajal aus dem Gesicht läuft. […] Im Wesentlichen tauschen Unheilig den dumpfen Klang ihrer Studioalben gegen eine Wintermärchen-Orchestrierung, die man auf diese Weise auch samstagabends bei Carmen Nebel und Florian Silbereisen vorgesetzt bekommt. […] Unheilig klingen wie eine miese Parodie, wie nicht ganz ernst gemeint. […] Jeder einzelne Song klingt wie eine schlechte Sammlung strunzdoofer Kalenderweisheiten. Sentimentales reiht sich da an Weinerliches, zwischendurch darf der Graf aber auch mal glücklich über Blumenwiesen stolpern, Hand in Hand mit Everybody’s Helene, seiner toughen Mitstreiterin. […] Später, gegen Ende dieses Albums – wenn man also schon völlig mürbe ist – haut der Graf noch einen raus: Sein Cover des Hildegard-Knef-Klassikers Für mich soll’s rote Rosen regnen ist vielleicht der einzige halbwegs erträgliche Moment dieser eineinhalbstündigen Qual. Der Rest bleibt anatomisch inkorrekt: Eine Wurzelbehandlung für die Ohren.“

### Chartplatzierungen

#### Album
Die Albumversion von MTV Unplugged: Unter Dampf – Ohne Strom erreichte in Deutschland Position zwei der Albumcharts und konnte ich insgesamt fünf Wochen in den Top 10 und 25 Wochen in den Charts halten. In Österreich erreichte das Album Position zehn und konnte sich eine Woche in den Top 10 und zwölf Wochen in den Charts halten. In der Schweiz erreichte das Album Position acht und konnte sich insgesamt eine Woche in den Top 10 und 13 Wochen in den Charts halten. 2015 platzierte sich MTV Unplugged: Unter Dampf – Ohne Strom in den deutschen Album-Jahrescharts auf Position 31. 2016 platzierte sich das Album auf Position 81 in den deutschen Album-Jahrescharts, sowie auf Position 99 in der Schweiz.
Für Unheilig ist dies bereits der elfte Charterfolg in Deutschland, sowie der sechste in Österreich und der fünfte in der Schweiz. Es ist bereits ihr fünfter Top-10-Erfolg in Deutschland und der Schweiz, sowie der sechste in Österreich. Zum fünftel Mal konnte sich ein Album von Unheilig gleichzeitig in den Top 10 aller D-A-CH-Länder platzieren.
| ChartsChartplatzierungen | Höchstplatzierung | Wochen |
| ------------------------ | ----------------- | ------ |
| Deutschland (GfK)        | 2 (25 Wo.)        | 25     |
| Österreich (Ö3)          | 10 (12 Wo.)       | 12     |
| Schweiz (IFPI)           | 8 (13 Wo.)        | 13     |

| ChartsJahrescharts (2015) | Platzierung |
| ------------------------- | ----------- |
| Deutschland (GfK)         | 31          |

| ChartsJahrescharts (2016) | Platzierung |
| ------------------------- | ----------- |
| Deutschland (GfK)         | 81          |
| Schweiz (IFPI)            | 99          |

#### Videoalbum
Das Videoalbum zu MTV Unplugged: Unter Dampf – Ohne Strom erreichte in Österreich in einer Chartwoche Position sieben der Musik-DVD-Charts. In der Schweiz erreichte das Videoalbum Position drei der Musik-DVD-Charts und konnte sich insgesamt sieben Wochen in der Hitparade platzieren. In Deutschland werden die Verkäufe des Videoalbums deren des Albums hinzuaddiert und gehen dementsprechend auch in deren Chartwertung mit ein. 2015 platzierte sich MTV Unplugged: Unter Dampf – Ohne Strom trotz lediglich zweier Chartwochen auf Position zehn der deutschen Musikvideo-Jahrescharts.
Für Unheilig ist dies der dritte Top-10- und Charterfolg in den österreichischen Musik-DVD-Charts, sowie der zweite Top-10- und Charterfolg in den Schweizer Musik-DVD-Charts. Bis heute konnte sich kein Videoalbum der Band höher und länger in den Schweizer Musik-DVD-Charts platzieren.
| ChartsChartplatzierungen | Höchstplatzierung | Wochen |
| ------------------------ | ----------------- | ------ |
| Österreich (Ö3)          | 7 (1 Wo.)         | 1      |
| Schweiz (IFPI)           | 3 (7 Wo.)         | 7      |

### Auszeichnungen für Musikverkäufe
Im Juli 2017 wurde das Album in Deutschland mit einer Platin-Schallplatte ausgezeichnet. Damit wurde das Album mindestens 200.000 Mal verkauft.
| Land/Region        | Auszeichnungen für Musikverkäufe (Land/Region, Auszeichnung, Verkäufe) | Verkäufe |
| ------------------ | ---------------------------------------------------------------------- | -------- |
| Deutschland (BVMI) | Platin                                                                 | 200.000  |
| Insgesamt          | 1× Platin ·                                                            | 200.000  |